# 思齐堂琴谱
《思齊堂琴譜》，古琴譜，明崇昭王妃鍾氏輯。

## 琴譜介紹
上海圖書館藏，明刊本，不分卷。首有妃的自序，序後有《指法要論》、左右手指法及譜目，共收十三曲。譜後有劉東聚跋。均無撰作年月。編後附有自撰的琴操《歷苦衷言》一曲，曲前有萬曆四十八年庚申正月沈應文序。最後有吳興李樂跋。
鐘妃自序強調她刊刻此譜的目的，是爲了要使她的創作曲《歷苦衷言》得到流傳，爲了這個目的，她還特意就幾個傳統名曲下了不少功夫，然後一再地修改她的《歷苦衷言》。在譜集中，她對傳統諸曲能深下功夫，又在著譜時把它列在前卷，都是好的創作態度。有詞的《歷苦衷言》是描寫她自己守節撫孤幸得襲爵的情景。而從她訂正傳統各譜和她所寫的《指法要論》看，在形式上她的藝術是由相當水平的。